# Người Mỹ gốc Nga
Người Mỹ gốc Nga (tiếng Anh: Russian Americans, tiếng Nga: ру́сские америка́нцы, chuyển tự: rússkiye amerikántsy, IPA: [ˈruskʲɪje ɐmʲɪrʲɪˈkant͡sɨ]) là người Mỹ có tổ tiên hoàn toàn hoặc một phần từ người Nga. Thuật ngữ này có thể áp dụng cho Người Nga hải ngoại nhập cư đến Hoa Kỳ, cũng như cho những người định cư các cơ sở của Nga từ thế kỷ 19 ở Tây Bắc Mỹ. Người Mỹ gốc Nga bao gồm dân số Đông Âu và Slav Đông lớn nhất ở Hoa Kỳ, dân số Slav lớn thứ hai, nói chung là nhóm tổ tiên lớn thứ 19 nói chung và lớn thứ 11 đến từ châu Âu.
Vào giữa thế kỷ 19, làn sóng người nhập cư Nga chạy trốn cuộc đàn áp tôn giáo đã định cư ở Hoa Kỳ, bao gồm cả người Do Thái Nga và Kitô giáo tâm linh. Những nhóm này chủ yếu định cư ở các thành phố ven biển, bao gồm Alaska, Brooklyn (thành phố New York) trên Bờ Đông và Los Angeles, San Francisco và Portland, Oregon, ở Bờ Tây, cũng như ở các thành phố Vùng Ngũ Đại Hồ, chẳng hạn như Chicago và Cleveland. Sau Cách mạng Nga năm 1917 và Nội chiến Nga 1917-1922, nhiều người Bạch Nga cũng đã đến, đặc biệt là ở New York, Philadelphia, và New England. Việc di cư khỏi Nga sau đó bị hạn chế rất nhiều trong thời Liên Xô (1917-1991). Tuy nhiên, sau khi Liên Xô giải thể vào cuối Chiến tranh Lạnh, số lượng người Nga nhập cư vào Hoa Kỳ đã tăng lên đáng kể.
Tại một số thành phố lớn của Hoa Kỳ, nhiều người Mỹ gốc Do Thái đã theo dấu di sản của họ trở lại Nga; và những người Mỹ gốc Slav Đông, chẳng hạn như người Mỹ gốc Belarus và gốc Rusyn đôi khi được xác định là người Mỹ gốc Nga. Ngoài ra, một số nhóm không phải người Slav từ không gian hậu Xô viết, chẳng hạn như người Mỹ gốc Armenia, người Mỹ gốc Gruzia và người Mỹ gốc Moldova, có từ lâu đời liên kết lịch sử với cộng đồng người Mỹ gốc Nga.

## Lịch sử
Lãnh thổ ngày nay là bang Alaska do người Nga định cư và do Đế quốc Nga kiểm soát. Tiền đồn ở cực Nam của Nga là Pháo đài Ross, do Ivan Kuskov thành lập năm 1812, cách San Francisco khoảng 50 km về phía Bắc, làm căn cứ cung cấp liên tục cho các khu định cư ở Mỹ thuộc Nga. Nó là một phần của Công ty Nga-Mỹ, và bao gồm bốn tiền đồn, bao gồm vịnh Bodega, sông Nga và Quần đảo Farallon. Không bao giờ có một thỏa thuận được thiết lập với chính phủ Tân Tây Ban Nha, điều này tạo ra căng thẳng lớn giữa hai nước. Tây Ban Nha tuyên bố chủ quyền nhưng chưa thành lập thuộc địa. Nhưng do Pháo đài Ross được trang bị tốt, Tây Ban Nha đã không thể loại bỏ những người Nga sống ở đó. Nhờ sự hiếu khách của người Nga, thuộc địa của Tây Ban Nha bị bỏ hoang do tiếp liệu bị mất khi tàu Tây Ban Nha bị chìm trong một cơn bão lớn ngoài khơi Nam Mỹ vẫn sống sót. Sau khi México độc lập, căng thẳng đã giảm bớt và thương mại được khôi phục với chính phủ mới của México là Thượng California.
Pháo đài Ross không phải là một thuộc địa có lợi nhuận, do chi phí cao và số lượng động vật giảm sút trong khu vực. Sau khi được Hoa Kỳ mua vào năm 1867, hầu hết các công ty phát hành của Nga đã quay trở lại Nga, nhưng một số định cư ở miền nam Alaska và California. Nổi bật trong số này là những người khai thác và giao dịch đầu tiên của cơn sốt vàng California. Người Mỹ từ chối cho người Nga đến định cư trên những vùng đất này, nhưng người Nga đã học nói và viết tiếng Anh để buôn bán tại Hoa Kỳ.

## Nhân khẩu
Theo Viện Nga Hiện đại năm 2011, dân số người Mỹ gốc Nga được ước tính là 3,13 triệu. Điều tra Cộng đồng Hoa Kỳ của Điều tra Dân số Hoa Kỳ cho thấy tổng số người ở Hoa Kỳ từ 5 tuổi trở lên nói tiếng Nga ở nhà là hơn 900.000 một chút, tính đến năm 2020.
Nhiều người Mỹ gốc Nga không nói được tiếng Nga, vì họ sinh ra ở Hoa Kỳ và lớn lên trong những gia đình nói tiếng Anh. Tuy nhiên, vào năm 2007, tiếng Nga là ngôn ngữ nói chính của 851.174 người Mỹ ở nhà, theo Điều tra dân số Hoa Kỳ. Theo Trung tâm Davis về Nghiên cứu Nga và Á-Âu tại Harvard, 750.000 người Mỹ gốc Nga là người Nga vào năm 1990.
Trong lịch sử, Vùng đô thị New York là cửa ngõ đô thị hàng đầu cho những người nhập cư Nga được nhập cảnh hợp pháp vào Hoa Kỳ. Brighton Beach, Brooklyn, tiếp tục là trung tâm văn hóa và nhân khẩu học quan trọng nhất đối với trải nghiệm của người Mỹ gốc Nga. Tuy nhiên, khi người Mỹ gốc Nga ngày càng thăng tiến về địa vị kinh tế xã hội, người Nga hải ngoại và các quốc gia thuộc khối Xô Viết cũ khác đã chuyển sang các khu vực giàu có hơn của khu vực đô thị New York, đặc biệt là Quận Bergen, New Jersey. Trong quận Bergen, quy mô ngày càng tăng của sự hiện diện ngày càng tăng của người nhập cư Nga tại trung tâm Fair Lawn đã thúc đẩy một bài châm biếm ngày Cá tháng Tư năm 2014 có tiêu đề, "Putin hoạt động chống lại Fair Lawn".
Đôi khi người Karpat-Rusyn và Ukraina di cư từ Karpat-Ruthenia vào thế kỷ 19 và đầu thế kỷ 20 xác định là người Mỹ gốc Nga. Những người gần đây thường gọi nhóm này là starozhili có nghĩa là "cư dân cũ". Nhóm này trở thành trụ cột của Giáo hội Chính thống giáo Nga tại Mỹ . Ngày nay, hầu hết nhóm này đã hòa nhập vào xã hội địa phương, với các truyền thống dân tộc tiếp tục phổ biến xung quanh nhà thờ..

### Dân số sinh ra ở Nga
Dân số sinh ra ở Nga ở Mỹ kể từ năm 2010:
| Năm  | Dân số  |
| ---- | ------- |
| 2010 | 383.166 |
| 2011 | 399.216 |
| 2012 | 399.128 |
| 2013 | 390.934 |
| 2014 | 390.977 |
| 2015 | 386.529 |
| 2016 | 397.236 |
| 2017 | 403.670 |
| 2018 | 391.094 |
| 2019 | 391.641 |

#### Địa vị xã hội
Thu nhập trung bình của hộ gia đình vào năm 2017 đối với người Mỹ gốc Nga được Điều tra dân số Hoa Kỳ ước tính là 80.554 đô la 
| Sắc tộc                                   | Thu nhập hộ gia đình | Trình độ cao đẳng (%) |
| ----------------------------------------- | -------------------- | --------------------- |
| người Nga                                 | 80.554 đô la         | 60,4                  |
| Người Ba Lan                              | 73.452 đô la         | 42,5                  |
| Người Séc                                 | 71.663 đô la         | 45,4                  |
| Người Serbia                              | 79.135 đô la         | 46,0                  |
| Người Slovakia                            | 73.093 đô la         | 44,8                  |
| Người Ukraina                             | 75.674 đô la         | 52,2                  |
| Người da trắng không phải gốc Tây Ban Nha | 65.845 đô la         | 35,8                  |
| Tổng dân số Hoa Kỳ                        | 60.336 đô la         | 32,0                  |